# Stigmella suberivora
Stigmella suberivora là một loài bướm đêm thuộc họ Nepticulidae. Loài này phân bố khắp miền tây vùng Địa Trung Hải, ở đó nó được tìm thấy ở Bồ Đào Nha, Tây Ban Nha, miền nam Pháp (dọc theo bờ biển Đại Tây Dương về phía bắc đến Brittany), Ý, Corse, Sardegna, Sicilia, bờ biển Adriatic ở Slovenia, Croatia và Bosnia. Nó cũng được tìm thấy ở Bắc Phi, bao gồm Algérie và Tunisia. Đây là loài du nhập và đã thiết lập ở miền nam Anh. Các ghi nhận lá có lẽ bị loài này cuốn ở Mallorca.
Sải cánh dài 4.8-7.1 mm. Con trưởng thành bay từ tháng 4 đến tháng 10.
Ấu trùng ăn Quercus coccifera, Quercus ilex, Quercus ilex rotundifolia và Quercus suber. Chúng ăn lá nơi chúng làm tổ. 